# Bear River 6
Bear River 6 är ett reservat i Kanada.   Det ligger i provinsen Nova Scotia, i den sydöstra delen av landet, 800 km öster om huvudstaden Ottawa.
I omgivningarna runt Bear River 6 växer i huvudsak blandskog. Runt Bear River 6 är det mycket glesbefolkat, med 2 invånare per kvadratkilometer.